# Use Me
«Use Me» es el primer sencillo grabado por la banda de rock estadounidense Hinder de su segundo álbum Take It to the Limit. Fue lanzado como descarga digital a través de la página web de la banda el 15 de julio de 2008, y estará disponible en iTunes el 29 de julio de 2008. Es una de las canciones que marcaron un cambio de dirección en la música de Hinder, la transición de post-grunge de más de un Glam metal de sonido, al tiempo que conserva el post-grunge y las influencias de hard rock que se utilizaron en su álbum anterior Extreme Behavior.

## Vídeo musical
Un video fue hecho para la canción. Representa la banda de llegar a una gran mansión donde una gran parte está ocurriendo junto con muchas mujeres. Andrew Dice Clay está a la puerta y actúa como un gorila. Intercuting con escenas de la banda tocando la canción delante de los invitados en casa, el video sigue a una mujer rubia misteriosa. Esta mujer procede a seducir y tener relaciones sexuales con todos los miembros de la banda. El clímax se produce cuando la rubia pasa junto a la banda y se dan cuenta de que todos ellos han dormido con ella. Termina con ellos brindando por sus conquistas y alabando a la locura de la fiesta.

## Puestos
El sencillo debutó en el #36 en el Billboard Hot Mainstream Rock Tracks chart, alcanzando el puesto #3 de septiembre de 2008. Es sólo logró "bubble under" Billboard Hot 100 gráfico canción, alcanzando el puesto #2 en el Bubbling Under Hot 100 Singles gráfico.
| Listas (2008-09)                              | Posición |
| --------------------------------------------- | -------- |
| U.S. Billboard Bubbling Under Hot 100 Singles | 2        |
| U.S. Billboard Hot Mainstream Rock Tracks     | 3        |
| U.S. Billboard Hot Modern Rock Tracks         | 25       |
| U.S. Billboard Pop 100                        | 96       |